# زغال‌اخته گردبرگ
زغال‌اخته گردبرگ (نام علمی: Cornus rugosa) نام یک گونه از سرده زغال‌اخته است.